# Kurevere (Lääne-Nigula)
Kurevere (Duits: Kurrefer) is een plaats in de Estlandse gemeente Lääne-Nigula, provincie Läänemaa. De plaats heeft de status van dorp (Estisch: küla).
Tot in oktober 2017 lag Kurevere in de gemeente Martna. In die maand werd Martna bij de fusiegemeente Lääne-Nigula gevoegd.

## Bevolking
Het dorp had 13 inwoners op 31 december 2011 en 19 inwoners op 31 december 2021.

## Ligging
De zuidgrens van het dorp is ook de grens tussen de provincies Läänemaa en Pärnumaa.
De Tugimaantee 31, de secundaire weg van Haapsalu naar Laiküla, komt door Kurevere. In Kurevere komen de rivieren Rannamõisa en Rõude vrijwel op dezelfde plaats in de Baai van Matsalu uit. Een groot deel van het dorp ligt in het Nationaal park Matsalu.

## Geschiedenis
Kurevere werd voor het eerst genoemd in 1519 onder de naam Kurrever. In 1534 stond de plaats bekend onder de naam Kurver. In 1688 werd een landgoed Kurrefer genoemd. Op het eind van de 18e eeuw werd het een ‘semi-landgoed’. Een semi-landgoed (Duits: Beigut, Estisch: poolmõis) was een landgoed dat deel uitmaakte van een groter landgoed, in dit geval Klein-Ruhde (Väike-Rõude; het dorp van die naam ging in 1977 op in Rõude). In het begin van de 20e eeuw werd het landgoed opgedeeld in kleine kavels, die werden verpacht.
In 1938 bestond Kurevere nog, maar in de jaren daarna verdween het dorp van de kaart. In 1970 lag het centrum van het vroegere landgoed in Keskvere. Daar ligt het trouwens nog steeds. In 1977 werd een nieuw dorp Kurevere gevormd door samenvoeging van de dorpen Männiku, Tammiku, Eniste en Raana. In 1997 werden Männiku en Tammiku weer zelfstandige dorpen; Eniste en Raana bleven onder Kurevere vallen.